# Tilletia
Tilletia è un genere di funghi Basidiomiceti. Comprende più di 170 specie, parassite di piante erbacee. Alcune specie attaccano i cereali, causando la malattia conosciuta come "carie".

## Specie principali
- Tilletia acroceratis
- Tilletia barclayana
- Tilletia controversa
- Tilletia hordei
- Tilletia indica
- Tilletia laevis
- Tilletia secalis
- Tilletia tritici
- Tilletia walkeri
- Tilletia zonata